# Barre (Massachusetts)
Barre és una població dels Estats Units a l'estat de Massachusetts. Segons el cens del 2000 tenia 5.113 habitants.

## Demografia
Segons el cens del 2000, Barre tenia 5.113 habitants, 1.889 habitatges, i 1.377 famílies. La densitat de població era de 44,5 habitants per km².
Dels 1.889 habitatges en un 36,5% hi vivien nens de menys de 18 anys, en un 58,9% hi vivien parelles casades, en un 9,8% dones solteres, i en un 27,1% no eren unitats familiars. En el 22,8% dels habitatges hi vivien persones soles el 10,3% de les quals corresponia a persones de 65 anys o més que vivien soles. El nombre mitjà de persones vivint en cada habitatge era de 2,69 i el nombre mitjà de persones que vivien en cada família era de 3,17.
Per edats la població es repartia de la següent manera: un 28,4% tenia menys de 18 anys, un 5,7% entre 18 i 24, un 31% entre 25 i 44, un 22,3% de 45 a 60 i un 12,7% 65 anys o més.
L'edat mediana era de 37 anys. Per cada 100 dones de 18 o més anys hi havia 95,7 homes.
La renda mediana per habitatge era de 50.553 $ i la renda mediana per família de 56.069$. Els homes tenien una renda mediana de 40.284 $ mentre que les dones 29.250$. La renda per capita de la població era de 20.476$. Entorn de l'1,2% de les famílies i el 3,4% de la població estaven per davall del llindar de pobresa.